# San Andreas: The Original Mixtape
San Andreas: The Original Mixtape é o álbum de estreia do rapper estadunidense Young Maylay, lançado oficialmente em 5 de julho de 2005. Como o próprio nome já diz, é a mixtape oficial do jogo Grand Theft Auto: San Andreas. Contém 20 faixas, descritas mais abaixo:

## Faixas
| #  | Faixa                    | Artista(s)                                 | Produtor       | Duração |
| -- | ------------------------ | ------------------------------------------ | -------------- | ------- |
| 1  | "San Andreas Rap"        | Young Maylay                               | Michael Hunter | 1:26    |
| 2  | "Liq Hittaz"             | King T, Young Maylay                       | King T         | 2:37    |
| 3  | "That’s Real"            | Young Maylay                               | King T         | 0:55    |
| 4  | "West Coast Freestyle"   | Young Maylay                               | Da Riffs       | 1:42    |
| 5  | "Ain’t Official Like Us" | Young Maylay, Kaylo                        | Young Maylay   | 1:38    |
| 6  | "Ride, Swerve, Slide"    | Young Maylay, Rodney O                     | Rodney O       | 3:22    |
| 7  | "Owna Block"             | Young Maylay, Tugg Boat                    | DJ Sane 720    | 3:22    |
| 8  | "Speak On It"            | King T                                     | Dr. Dre        | 3:26    |
| 9  | "Knock The Box"          | Young Maylay                               | Rodney O       | 3:41    |
| 10 | "Untitled"               | Young Maylay, Roscoe, Tristate, Da Homie E | Young Maylay   | 3:12    |
| 11 | "Salute'n G'z"           | Young Maylay, King T                       | Da Riffs       | 1:54    |
| 12 | "Inna Ghetto"            | Young Maylay, King T, Bad Azz, Da Homie E  | King T         | 3:45    |
| 13 | "Like Da West Coastaz"   | Young Maylay                               | Young Maylay   | 4:36    |
| 14 | "Boss Up Freestyle"      | Young Maylay, Deadly Threat, King T        | Jesse West     | 2:27    |
| 15 | "Commodity"              | Young Maylay, Gangsta Granny               | Carlos         | 3:25    |
| 16 | "We Like"                | Young Maylay, Rodney O                     | D. Dope        | 3:39    |
| 17 | "Ghetto Stars"           | Young Maylay, 4 Tay, 40 Glocc, Speedy      | Rodney O       | 3:58    |
| 18 | "Twist A Corner"         | King T, WC                                 | King T         | 4:04    |
| 19 | "Comen Get Us"           | Young Maylay                               | Rodney O       | 3:30    |
| 20 | "What We In It Foe"      | Young Maylay                               | DJ Allday      | 3:03    |